# 澤萊內哈伊 (波迪利斯克區)
47°55′8″N 29°22′55″E / 47.91889°N 29.38194°E
澤萊内哈伊（烏克蘭語：Зелений Гай）是位於烏克蘭西南部的村莊，由敖德萨州波迪利斯克区的巴爾塔市鎮負責管轄。該村始建於1948年，面積0.3平方公里，海拔高度245米，2001年該村落人口2。